# 覆瓦眶鋸雀鯛
覆瓦眶鋸雀鯛（學名：Stegastes imbricatus），又稱覆瓦高身雀鯛，為輻鰭魚綱雀鯛科眶鋸雀鯛屬下的一個種，分布於東大西洋塞內加爾到安哥拉，包括加納利群島、維德角與在幾內亞灣內的島嶼海域，深度0至25公尺，本魚體呈橢圓形而側扁，吻短而鈍圓。口中型，具頜齒，小而呈圓錐狀，眶下骨裸出，下緣具鋸齒，前鰓蓋骨後緣具鋸齒，下鰓蓋骨後緣無鋸齒，體被櫛鱗，幼魚體為藍灰色，腹部灰白色，全身密布數列亮藍色圓點，背鰭中有一個鑲藍邊黑色眼斑，成魚體色為深褐色，背鰭硬棘12枚、背鰭軟條15-16枚、臀鰭硬棘2枚、臀鰭軟條13-14枚，體長可達10公分，棲息在岩礁區，屬雜食性，以藻類及小型無脊椎動物為食，具有領域性，繁殖期時成對出現，雄魚會守護卵直到孵化，生活習性不明。